# Summit, New Jersey
Summit är en stad (city) i Union County i New Jersey. Vid 2010 års folkräkning hade Summit 21 457 invånare.

## Kända personer från Summit
- Miles Austin, utövare av amerikansk fotboll
- Boyce Budd, roddare
- Frankie Edgar, MMA-utövare
- Brian Edwards, fotbollsmålvakt
- Peter Kuper, serietecknare
- William Larned, tennisspelare
- Lindsey McKeon, skådespelare
- Jeffrey McLaughlin, roddare
- James Sie, skådespelare
- Scott Smith, författare
- Meryl Streep, skådespelare
- Arthur K. Watson, affärsman och diplomat
- Gerard Way, musiker